# Renzo
Renzo  è un nome proprio di persona italiano maschile.

## Varianti in altre lingue
- Olandese: Rens[2]
- Ligure: Renso[3]
  - Ipocoristici: Rensin

## Origine e diffusione
Si tratta di un ipocoristico del nome Lorenzo, il cui significato è "[abitante] di Laurentum". Va notato che la forma olandese Rens può anche risultare da un troncamento di Emerens.

## Onomastico
L'onomastico ricorre lo stesso giorno di Lorenzo, cioè generalmente il 10 agosto in memoria di san Lorenzo.

## Persone

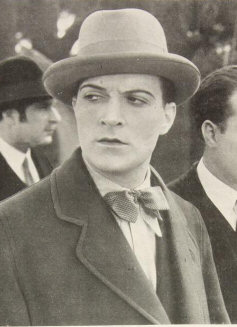
Renzo Ricci

- Renzo Arbore, cantautore, showman, conduttore radiofonico, personaggio televisivo, attore, avvocato, sceneggiatore e regista italiano
- Renzo Barbera, imprenditore e dirigente sportivo italiano
- Renzo De Felice, storico italiano
- Renzo Helfer, politico italiano
- Renzo Montagnani, attore, doppiatore e cantante italiano
- Renzo Novatore, poeta, filosofo e futurista anarchico italiano
- Renzo Palmer, attore e doppiatore italiano
- Renzo Pasolini, pilota motociclistico italiano
- Renzo Piano, architetto italiano
- Renzo Ricci, attore e regista teatrale italiano
- Renzo Ulivieri, allenatore di calcio e politico italiano

### Variante Rens
- Rens Blom, atleta olandese
- Rens Vis, calciatore olandese

## Il nome nelle arti
- Renzo Tramaglino è il protagonista, assieme a Lucia Mondella, del romanzo di Alessandro Manzoni I promessi sposi.